# Nicolas Charbonnier
Nicolas Charbonnier, född den 4 augusti 1981 i Roubaix i Frankrike, är en fransk seglare.
Han tog OS-brons i 470 i samband med de olympiska seglingstävlingarna 2008 i Qingdao i Kina.